# Volumin I: Hałas
Volumin I: Hałas – pierwsza płyta warszawskiego rapera Tede wydana pod pseudonimem DJ Buhh 1 lutego 2003. Można ją było ściągnąć za darmo z oficjalnej strony wytwórni Wielkie Joł.
Pochodząca z albumu piosenka „WuWuA 03” znalazła się na liście 120 najważniejszych polskich utworów hip-hopowych według serwisu T-Mobile Music.

## Lista utworów
1. „Hałas”
2. „To najgorętsze” (gościnnie Numer Raz)
3. „Gwiazdor”
4. „Nasze jest to!”
5. „Pierwszy milion”
6. „Zazdrość” (gościnnie Numer Raz)
7. „SND”
8. „11000”
9. „WuWuA 03”
10. „Świat w moich oczach” (gościnnie Numer Raz)
11. „Kto jest tu” (gościnnie Bastir)
12. „Robisz robisz” (gościnnie Kołcz, CNE)
13. „Taki dzień”
14. „Najgorszy skit”